# Амілопласт
Амілопласти — лейкопласти, в яких відбувається синтез крохмалю. Переважають у запасаючих тканинах різних органів рослин, особливо в бульбах, цибулинах, кореневищах. Нагромаджують в них вторинний (запасний) крохмаль.
Спеціалізовані амілопласти статоліти забезпечують гравітропізм.